# Tisílio
 São Tisílio (m. ca. 640) foi um bispo, príncipe e erudito galês, filho do rei de Powys, Brochwel Ysgithrog, sobrinho materno do grande Abade Dunod de Bangor Iscoed e um eclesiástico que tomou uma parte proeminente nas relações do País de Gales durante o período infeliz do início do século VII.

## Vida
Príncipe Tisílio (ou Sulio) foi o segundo filho de Brochfael Ysgythrog (dos Tusks). Ele fugiu da corte de seu pai em idade precoce e lançou-se na misericórdia do abade Gwyddfarch de Caer-Meguaidd (Meifod) e suplicou para se tornar um monge. Um clã de guerra de Powys foi enviado para buscar ele, mas o rei Brochfael foi eventualmente persuadido que deveria permitir que seu filho ficasse. Tisílio provavelmente começou sua carreira em Trallwng Llywelyn (Welshpool) e mais tarde, tomou residência em Meifod, onde ele esteve associado com Gwyddvarch e São Beuno.
Temeroso quanto aos problemas, distante de sua família, Tisílio estabeleceu-se em uma habitação isolada em Ynys Tysilio (Church Island) no estreito de Menai e tornou-se um grande evangelizador em Ynys Mon (Anglesey). Ele gastou sete anos ali antes de retornar a Caer-Meguaidd e sucedendo como abade.
Tisílio reconstruiu a abadia e as coisas estiveram pacíficas por um tempo. Ele fundou uma segunda igreja em Meifod - a Eglwys Tysilio. Seu dia festivo, ou gwyl-mabsant, foi 8 de novembro, que foi a data do festival patronal e das "vigílias" próximas da paróquia de Guilsfield, onde uma fonte sagrada foi dedicada a ele - a Fons Tysilio.
Depois da morte do irmão de Tisílio, sua cunhada, a rainha Gwenwynwyn, desejou se casar com Tisílio e ascendê-lo ao trono dos Powys. Analisando ambas as propostas, o santo recusou e viu seu mosteiro perseguido pelo Estado. Desta forma, ele resolveu abandonar a Britânia com um punhado de seguidores. Tisílio viajou através de Dyfed e atravessou o canal rumo a Saint-Suliac, onde ele estabeleceu um segundo monastério. Tisílio é tradicionalmente dito ser o autor original de Brut Tysilio, uma variante da crônica galesa Brut y Brenhinedd, embora Brynley F. Roberts demonstrasse que Brut Tysilio tenha se originado por volta de 1500 como um "amálgama" das primeiras versões de Brut y Brenhinedd, que deriva da Historia Regum Britanniae, em latim , de Geoffrey of Monmouth, no século XII.

## Morte
Tisílio morreu e foi sepultado na Abadia de Saint-Suliac em 640. Hoje seu nome é lembrado em diversas igrejas e nomes de lugares no norte do País de Gales, o lugar mais famoso possui o maior nome de lugar no Reino Unido, Llanfairpwllgwyngyllgogerychwyrndrobwllllantysiliogogogoch, que pode ser traduzido em português como "Igreja de Santa Maria no vale da avelaneira branca próximo a um redemoinho rápido e da Igreja de São Tisílio da gruta vermelha". O nome, contudo, é uma invenção do fim do século XIX para desenvolver o turismo na região.

## Identidade
São Tisílio é confundido, historicamente, com São Sulien, com alguns eruditos sugerindo que eles são o mesmo personagem histórico. Os fatos que eles viveram em estados celtas diferentes, e tinham dias festivos diferentes da Antiguidade, faz esta sugestão improvável.

## Leitura complementar
- Thornton, David E. (2004). «Tisílio (fl. c.600)». Oxford Dictionary of National Biography. Oxford University Press